# Nauris Bulvītis
Nauris Bulvītis (* 15. März 1987 in Riga) ist ein lettischer Fußballspieler.

## Karriere

### Verein
Nauris Bulvītis begann seine Karriere in Daugavpils, in der Jugend des FC Daugava. In der Spielzeit 2007 wurde Bulvītis erstmals in der Virslīga eingesetzt und absolvierte bis zum Saisonende sechs weitere Spiele. Im folgenden Jahr stand der Defensivspieler beim FK Šiauliai in Litauen unter Vertrag und kam in 21 Spielen der A Lyga zum Einsatz. Von 2010 bis 2011 spielte er Leihweise beim schottischen Verein Inverness Caledonian Thistle. Mit dem Verein aus den Highlands erreichte Bulvītis das Finale um den Challenge Cup 2009/10 das gegen den FC Dundee nach 2:0-Vorsprung für Thistle noch mit 2:3 verloren wurde. Nach seiner Rückkehr nach Lettland spielte er ein Jahr lang für den FK Ventspils, bevor Bulvītis durch ein erfolgreiches Probetraining begünstigt einen langfristigen Vertrag beim FC Spartak Trnava aus der slowakischen Corgoň liga unterschrieb. Durch eine schwerwiegende Verletzung bedingt kam der großgewachsene Abwehrspieler allerdings zu keinem Pflichtspieleinsatz. Einen neuen Verein fand er im lettischen Zweitligisten FK Spartaks Jūrmala, mit dem er am Saisonende 2011 in die Virslīga aufstieg. Während der Saison 2013 wechselte er innerhalb der Virslīga zum Rekordmeister Skonto Riga.

#### Nationalmannschaft
Nauris Bulvītis, der erstmals im Juni 2012 in den Kader der Lettischen Nationalmannschaft für den anstehenden Baltic Cup berufen wurde, debütierte im Halbfinale des Turniers beim 5:0-Erfolg gegen Litauen, wobei er in der 84. Minute für Oļegs Laizāns eingewechselt wurde. Im Finale gegen Finnland konnte Bulvītis in seinem zweiten Länderspiel für Lettland im abschließenden Elfmeterschießen seinen Strafstoß nicht im Tor unterbringen, gewann mit seinem Heimatland trotzdem den Titel, nachdem Vladislavs Kozlovs den entscheidenden Treffer gegen Finnlands Henri Sillanpää zum 6:5-Sieg erzielte. Im neunten Einsatz für die Letten erzielte Bulvītis im Qualifikationsspiel zur Weltmeisterschaft 2014 gegen Litauen im Skonto-Stadion von Riga seinen ersten Treffer im Nationaltrikot.

## Erfolge
mit dem FK Ventspils:
Lettischer Meister: 2010
mit Skonto Riga:
Lettischer Meister: 2013
mit Lettland:
- Baltic Cup: 2012, 2014